# Wim van Est
Willem "Wim" van Est, född den 25 mars 1923 i Fijnaart, död den 1 maj 2003 i Sint Willebrord, var en nederländsk tävlingscyklist som är mest känd som den förste nederländare som någonsin kört i Tour de Frances gula ledartröja (1951), men som också körde av vägen och föll 70 meter ner i en djup ravin den första dagen han bar den. Hans främsta meriter på landsväg är segern i Flandern runt (1953 – den förste nederländaren att vinna loppet), tre segrar i Bordeaux–Paris (1950, 1952 och 1961) och dubbla totalsegrar i Ronde van Nederland (1952 och 1954), samt tre etappvinster i Tour de France och en i Giro d'Italia (den första etappen 1953, vilket gjorde honom till den förste nederländaren som kört i maglia rosa). Han var en mycket god tempocyklist och därmed också bra i en bancyklingsdisciplin som individuellt förföljelselopp (VM-silver 1950, VM-brons 1949 och 1955, samt fyra nederländska mästerskapstitlar) och som även gav framgångar i derny-/stayerlopp.

## Meriter – Landsväg
| 1949 2:a i Grand Prix des Nations 2:a i linjelopp vid Nederländska mästerskapen 3:a i Criterium des As 9:a totalt i Ronde van Nederland Vinnare av etapp 5 1950 Vinnare av Bordeaux–Paris 6:a i linjelopp vid Nederländska mästerskapen 9:a i linjelopp vid Världsmästerskapen i landsvägscykling 1951 Vinnare av etapp 12 i Tour de France 2:a i linjelopp vid Nederländska mästerskapen 2:a i Bordeaux–Paris 4:a i Trofeo Baracchi med Fausto Coppi 4:a i Grand Prix des Nations 1952 Vinnare totalt av Ronde van Nederland Vinnare av etapperna 4a (ITT) och 7 (ITT) Vinnare av Bordeaux–Paris 2:a i linjelopp vid Nederländska mästerskapen 4:a i Ronde van Vlaanderen 7:a i Liège–Bastogne–Liège 8:a totalt i Roma–Napoli–Roma 1953 Vinnare av Ronde van Vlaanderen Vinnare av etapp 16 i Tour de France Vinnare av etapp 1 i Giro d'Italia 2:a i Bordeaux–Paris 2:a i Gent–Wevelgem 2:a i linjelopp vid Nederländska mästerskapen 6:a i Gran Premio di Lugano 8:a i Trofeo Baracchi med Wout Wagtmans 8:a totalt i Dwars door België Vinnare av etapp 2b (ITT) 10:a i Elfstedenronde 1954 Vinnare totalt av Ronde van Nederland Vinnare av etapperna 3, 4, 5a (ITT) och 7 (ITT) Vinnare av etapp 4b i Tour de France Vinnare totalt av Driedaagse van Antwerpen Vinnare av etapp 2b (ITT) 2:a i Bordeaux–Paris 4:a i linjelopp vid Nederländska mästerskapen | 1955 2:a totalt i Ronde van Nederland Vinnare av etapperna 2 och 7 (ITT) 5:a i Ronde van Limburg 1956 Nederländsk mästare i linjelopp 2:a i Kuurne–Bryssel–Kuurne 3:a totalt i Ronde van Nederland Vinnare av etapp 8a 3:a i Kampioenschap van Vlaanderen 3:a totalt i Driedaagse van Antwerpen Vinnare av etapp 3a (ITT) 5:a i Paris–Bryssel 5:a i Omloop Het Volk 10:a i Liège–Bastogne–Liège 10:a i Grand Prix des Nations 1957 Nederländsk mästare i linjelopp 2:a totalt i Ronde van Nederland Vinnare av etapperna 4 och 6b 8:a totalt i Tour de France 1958 8:a i Elfstedenronde 9:a i Bordeaux–Paris 1960 6:a totalt i Deutschland Tour 10:a totalt i Ronde van Nederland Vinnare av etapp 7 (ITT) 1961 Vinnare av Bordeaux–Paris 6:a totalt i Tour of Belgium 8:a totalt i Ronde van Nederland 1962 4:a i Bordeaux–Paris 10:a i Ronde van Limburg 1964 10:a i Bordeaux–Paris |

## Meriter – Bana
| 1949 Nederländsk mästare i individuellt förföljelselopp 3:a i individuellt förföljelselopp vid Världsmästerskapen i bancykling 1950 2:a i individuellt förföljelselopp vid Världsmästerskapen i bancykling 2:a i individuellt förföljelselopp vid Nederländska mästerskapen 1951 2:a i individuellt förföljelselopp vid Nederländska mästerskapen 1952 Nederländsk mästare i individuellt förföljelselopp | 1953 Nederländsk mästare i individuellt förföljelselopp 1955 Nederländsk mästare i individuellt förföljelselopp 3:a i individuellt förföljelselopp vid Världsmästerskapen i bancykling 1956 Nederländsk mästare i stayer 1957 2:a i stayer vid Nederländska mästerkapen 1964 3:a i stayer vid Nederländska mästerkapen |